# Robert Alt
Robert Alt (n. 2 ianuarie 1927, Glion, district de la Riviera-Pays-d'Enhaut⁠(d), cantonul Vaud, Elveția – d. 4 decembrie 2017) a fost un bober ce a reprezentat Elveția, medaliat olimpic. A participat la o ediție a Jocurilor Olimpice (1956) în care a câștigat o medalie de aur.